# Guelinviridae
Guelinviridae ist die Bezeichnung für eine 2021 vom International Committee on Taxonomy of Viruses (ICTV) neu eingerichtete Familie von Viren mit sog. Kopf-Schwanz-Aufbau (Klasse Caudoviricetes), die als Bakteriophagen Bakterien der Gattung Clostridium parasitieren.

## Historie
Die Familie wurde 2020 vorgeschlagen, um für im weiteren Sinne Phi29-ähnliche Viren (d. h. insbesondere mit Podoviren-Morphologie), mit Bakterienwirten aus der Gattung Clostridium eine korrekte Taxonomie zu etablieren. Das International Committee on Taxonomy of Viruses (ICTV) hat diesen Vorschlag in der ersten Jahreshälfte 2021 offiziell bestätigt. Die Familie hat mit diesem Stand aktuell vier bestätigte Gattungen, zwei davon in einer Unterfamilie namens Denniswatsonvirinae.

## Systematik
Die Familie Guelinviridae setzt sich nach ICTV mit Stand Mai/Juni 2024 wie folgt zusammen:
Familie Guelinviridae (2021 ausgegliedert aus der ehemaligen Familie Podoviridae)
- Unterfamilie Denniswatsonvirinae
  - Gattung Capvunavirus
    - Spezies Capvunavirus CpV1 (Clostridium-Virus CpV1) mit Clostridium phage CpV1 (ΦCPV1, phiCPV1)[7]

  - Gattung Gregsiragusavirus
    - Spezies Gregsiragusavirus CPD2 (Clostridium-Virus CPD2) mit Clostridium phage CPD2[8]
    - Spezies Gregsiragusavirus cpp mit Clostridium phage cpp
    - Spezies Gregsiragusavirus CPS1 (Clostridium-Virus CPS1) mit Clostridium phage CPS1[9]
    - Spezies Gregsiragusavirus hn02 mit Clostridium phage vB_CpeP_HN02
    - Spezies Gregsiragusavirus phi24R (Clostridium-Virus phi24R) mit Clostridium phage phi24R (ΦCP24R)[10]
    - Spezies Gregsiragusavirus pm11 mit Clostridium phage vB_CpeP_PM11

- Unterfamilie nicht zugewiesen
  - Gattung Brucesealvirus

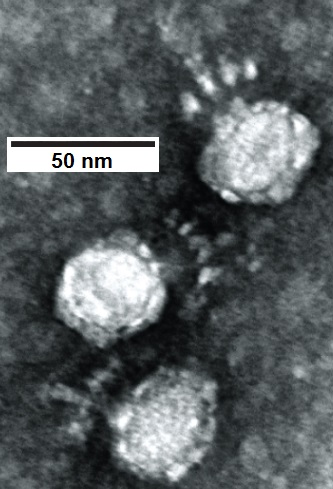
EM-Aufnahme von Podovirus ΦCP7R, Gattung Brucesealvirus, Familie Guelinviridae

    - Spezies Brucesealvirus CP7R (Clostridium-Virus phiCP7R, Podovirus ΦCP7R) mit Clostridium phage phiCP7R (ΦCP7R, φCP7R)[11][12][1] und Clostridium-Phage CPQ1[13]
    - Spezies Brucesealvirus cpq3 mit Clostridium phage CPQ3
    - Spezies Brucesealvirus cpq9 mit Clostridium phage CPQ9
    - Spezies Brucesealvirus CPS2 (Clostridium-Virus CPS2) mit Clostridium phage CPS2[14][12][1]
    - Spezies Brucesealvirus CPV4 (Clostridium-Virus phiCPV4) mit Clostridium phage phiCPV4 (φCPV4)[15][12]
    - Spezies Brucesealvirus ZP2 (Clostridium-Virus phiZP2) mit Clostridium phage phiZP2 (φZP2)[16][12][1]

  - Gattung Hzauvirus
    - Spezies Hzauvirus LPCPA6 mit Clostridium phage LPCPA6

  - Gattung Susfortunavirus (ursprünglich vorgeschlagen mit ungültiger Endung „Susfortunaviridae“)[12]
    - Spezies Susfortunavirus dcp1 mit Clostridium phage Dcp1
    - Spezies Susfortunavirus gdyzp5 mit Clostridium phage vB_CP_gdyz_P5
    - Spezies Susfortunavirus susfortuna (Clostridium-Virus susfortuna) mit Clostridium phage susfortuna[17][12] und Clostridium phage CPD7[18][12]

## Beschreibung

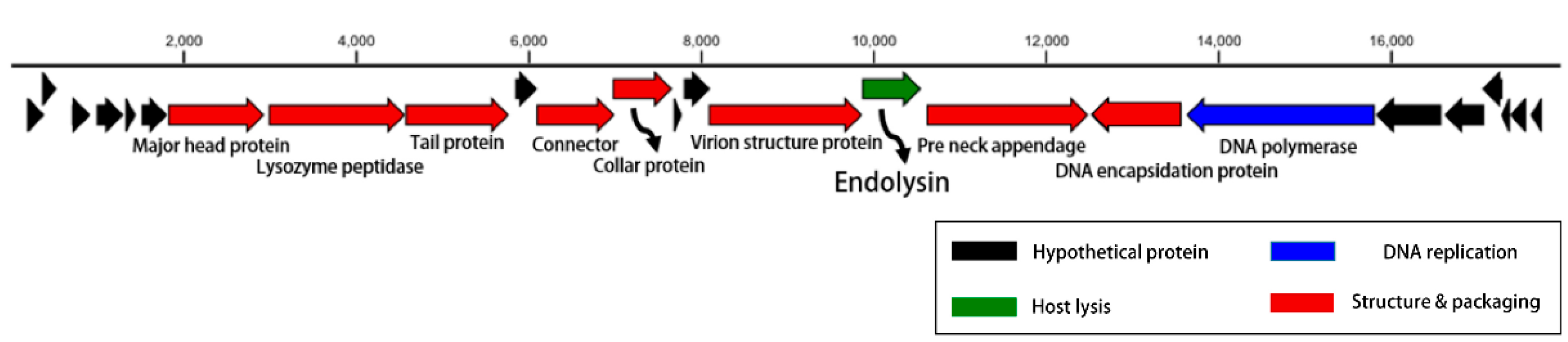
Genomkarte von Clostridium-Phage CPS2, Gattung Brucesealvirus

### GattungBrucesealvirus
Phagen dieser Gattung wurden in Korea, Russland und den USA isoliert (Die Phagen φCPV4 und φZP2 wurden in der Region Moskau  isoliert, φCP7R dagegen im Südosten der USA). Der Phage CPS2 besitzt ein ikosaedrischen Kopf (Kapsid) mit einem Durchmesser von ca. 40 nm und eine nicht-kontraktilen Schwanzstruktur mit einer Länge von 15 nm (von der Basisplatte des Viruspartikels bis zur Schwanzfaser). Er parasitiert das Bakterium Clostridium perfringens als Wirt. Dies wurde nachgewiesen für den Stamm C. perfringens ATCC 13124
Das Genom ist eine lineare Doppelstrang-DNA (dsDNA) mit invertierten terminalen Repeats (Inverted Terminal Repeats, ITRs) an den Enden des Phagengenoms. Sie haben eine Länge von 366 bp (Basenpaaren).
Darüber hinaus kodiert das CPS2-Genom eine mutmaßliche Typ-B-DNA-Polymerase, die in einem proteinprimierten Replikationsmechanismus verwendet wird.
Die ITRs des φCPV4-Genoms waren 28 bp lang, die des φZP2-Genoms 30 bp und die des φCP7R-Genoms 25 bp.

### GattungGregsiragusavirus
Der Bakteriophage ΦCP24R wurde aus dem Rohabwasser einer Kläranlage isoliert. Bei einem Isolat von Clostridium perfringens Typ A wurde lytische Aktivität des Phagen nachgewiesen.
Die Elektronenmikroskopie zeigte ein kleines Virion mit ikosaedrischem Kapsid von 44 nm Durchmesser mit kurzer, nicht-kontraktiler Schwanzstruktur (podovirenartig).

### GattungCapvunavirus
Der Phage phiCpV1 wurde aus Abfällen von Geflügelfarmen in Moskau (Russland) isoliert. Die Virionen (Viruspartikel) haben einen ikosaedrischen Kopf von etwa 42 nm im Durchmesser, der und Kragen hat ca. 23 nm Durchmesser. Die komplexe Schwanzstruktur hat eine Länge von 37 nm.
Das Genom von phiCpV1 hat LTRs von 25 bp Länge, an die Proteine kovalent gebunden sind.

### GattungSusfortunavirus
Der Clostridium-Phage susfortuna wurde in Dänemark, Clostridium-Phage CPD2 in Korea isoliert.
CPD2 ist kultivierbar auf dem Stamm Clostridium perfringens SM3. Auch der Clostridium-Phage CPD7 aus derselben Spezies infiziert Clostridium perfringens.

## Etymologie
- Familie Guelinviridae: Dieses Taxon ist benannt zu Ehren von Antonina Guelin geb. Chtchedrina (auch Shedrina), 1904 Sankt Petersburg – 1988 Paris. Von 1944 bis 1969 war sie mit dem „service du bactériophage“ verbunden, insbesondere mit Phagen von Clostridium perfringens und Clostridium histolyticum[21][4] Sie isolierte einige der ersten Clostridium-Phagen.[4]

- Unterfamilie Denniswatsonvirinae: Dieses Taxon ist zu Ehren des Kanadiers Dr. Dennis W. Watson (1914–2008) benannt. Er kam 1949 an die University of Minnesota und wurde dort für 20 Jahre Leiter der mikrobiologischen Abteilung der medizinischen Fakultät. Er ist ebenfalls einer der ersten Wissenschaftler, der Clostridium-Phagen isolierte (1950).[4]

- Gattung Brucesealvirus: Diese Gattung ist zu Ehren von Dr. Bruce Seal (geb. 1952) benannt. Er war u. a. in den Programmen für Tiergesundheit des Agricultural Research Service des US-Landwirtschaftsministeriums (im National Animal Disease Center in Ames, Iowa) und in den Programmen zur Lebensmittelsicherheit in Athens, Georgia, tätig. Dort waren er und Dr. Greg Siragusa (s. u.) für die Isolierung und Beschreibung mehrerer Phagen von Clostridium perfringens verantwortlich.[4]

- Gattung Gregsiragusavirus: Diese Gattung ist zu Ehren von Dr. Gregory Siragusa (geb. 1960) benannt. Er war zusammen mit Dr. Bruce Seal für die Isolierung und Beschreibung mehrerer Phagen von Clostridium perfringens verantwortlich.[4]

- Gattung Capvunavirus: Benannt nach dem ersten Isolat dieser Gattung, dem Clostridium-Pphagen CpV1.

- Gattung Susfortunavirus: Ebenfalls benannt nach dem ersten Isolat dieser Gattung, hier dem Clostridium-Phagen susfortuna.